# Marabá (Amoedo)
Marabá est l'une des  principales oeuvres du peintre brésilien Rodolfo Amoedo. Il s'agit d'un tableau réalisé à l'huile sur toile et mesurant 151,5 cm de haut sur 200,5 cm de large. Avec l'œuvre O Último Tamoio et Mauvaises Nouvelles, elle fait partie des productions les plus importantes d'Amoedo,.
Rodolfo Amoedo réalise Marabá à Paris, en 1882. Sa grande inspiration est le poème homonyme de Gonçalves Dias, publié en 1851 dans l'ouvrage Últimos Cantos, qui raconte l'histoire d'une femme métisse triste et solitaire qui ne trouve pas sa place dans le monde et qui est rejetée par sa tribu pour ressembler plus à un homme blanc qu'aux membres de la tribu.
Le tableau est actuellement conservé au musée national des Beaux-Arts de Rio de Janeiro et est considéré comme une œuvre qui valorise l'histoire du Brésil, bien qu'il continue d'avoir des liens avec les valeurs traditionnelles de l'art occidental.

## Description
L'élément principal du tableau est une femme métisse nue située au centre de la toile. Elle est éclairée par un seul rayon de lumière et est entourée d'éléments sombres, dans un environnement naturel qui ressemble à une clairière.
Allongée sur l'herbe comme si elle est en deuil, la personnage principale a sa jambe gauche posée sur sa jambe droite, toutes deux pliées. Son teint est clair et ses yeux et ses cheveux sont bruns. Les deux coudes reposent sur une pierre sombre aussi haute que le torse de la femme. Son visage, dont le front est couvert d'une frange, est tourné de profil vers le côté gauche, accompagné d'un regard contemplatif. Ses lèvres partiellement ouvertes et ses hanches allongées marquent des éléments séduisants, considérés par certains critiques comme provocateurs. Son abdomen et ses seins, à leur tour, sont inclinés vers l’avant jusqu’au point où sa colonne vertébrale se courbe dans cette direction.
L'herbe où elle est assise fait partie d'un passage naturel avec une faible luminosité. Bien que les traits de la femme soient clairs et nets, les éléments qui l'entourent sont peu visibles. Sous la pierre sur laquelle elle repose, l'herbe verte pousse plus haute et dans des nuances plus variées. À l'arrière-plan, dans la partie supérieure de l'œuvre, il n'est pas possible de discerner les éléments de l'environnement, bien que dans le coin supérieur droit se détache un arbre au tronc épais et brun et, à sa droite et en perspective au loin, une colline sombre contrastant avec un ciel crépusculaire.

## Analyse
En peignant son œuvre, suivant des références littéraires, Amoedo représente Marabá comme une femme frustrée en amour au milieu de la nature. Outre le contraste de luminosité entre la lumière et l'obscurité de l'œuvre, mis en évidence par le foyer de lumière concentré sur le personnage et absent dans l'environnement qui l'entoure, il est possible d'observer un autre contraste : celui des textures. La peau délicate de la femme contraste avec l'objet sur lequel elle s'appuie : une pierre rugueuse, qui renforce les sensations de douleur et d'inconfort. Cela peut être vu comme une allusion au conflit psychologique qui se déroule dans l'esprit de Marabá, qui porte une forte douleur dans son âme en raison de son conflit d'appartenance.
La végétation représentée dans l’œuvre est considérée comme banale et générique, sans grande rigueur scientifique. Elle ne sert qu'à entourer la femme, la séparant de la réalité. De plus, le cadrage donne l’impression qu'elle est confinée, piégée par l’oppression qu’elle subit en raison d'être métisse. La petite tache de ciel qui apparaît dans le coin supérieur droit de la toile peut être interprétée comme une possible tempête qui approche, un ciel nuageux et sombre qui sert de signe d'angoisse.
Marabá, à son tour, a un regard perdu, ne regarde pas le spectateur. De cette façon, l’observateur n’est pas invité à entrer dans son âme et ses conflits intérieurs. En y regardant de plus près, on peut cependant remarquer des larmes qui coulent sur ses yeux, tout comme dans le poème de Gonçalves Dias.
En revanche, la peinture d'Amoedo diffère du personnage décrit dans le poème de Gonçalves Dias sur plusieurs autres aspects. Le poète la décrit comme une femme métisse aux yeux bleus et aux cheveux blonds, tandis que le peintre la caractérise avec des yeux marron foncé et des cheveux châtain clair. Certains experts affirment que la raison de cet écart est le modèle français qui a posé et servi d'inspiration à Amoedo lorsqu'il peint l'œuvre. Cependant, il n’y a pas de consensus parmi les critiques,.
Avec cette œuvre, Amoedo finit par apporter de nouvelles significations à la figure de l'Indien, qui jusqu'alors, dans l'Empire brésilien du XIXe siècle, est considéré comme un symbole patriotique et héroïque. Dans les traits trouvés dans O Último Tamoio (1883) et Marabá (1882), il est possible d’identifier les caractéristiques d’un « indianisme tardif, essoufflé et épuisé à la veille de la proclamation de la République ». Avec cela, il donne aux Indiens un nouveau regard, plus connecté à l’époque contemporaine,.